# Wang Hui (intel·lectual)
Wang Hui (xinès simplificat: 汪晖, pinyin: Wāng Huī; Yangzhou, octubre del 1959), és un intel·lectual xinés, professor en el Departament de Literatura i Llengua xinesa a la Universitat Tsinghua, Pequín. La seua recerca se centra en la literatura contemporània i història intel·lectual xinesa. Juntament amb Huang Ping fou l'editor executiu de la influent revista Dushu (读书, Lectura) entre maig del 1996 i juliol del 2007. La publicació americana Foreign Policy el va considerar, a data de maig del 2008, com un dels 100 principals intel·lectuals del món. Wang Hui ha sigut professor visitant a Harvard, Edimburg, Bolonya, Stanford, UCLA, Berkeley, i la Universitat de Washington, entre d'altres.

## Biografia
Wang Hui va nàixer a Yangzhou, Jiangsu, el 1959. Després d'acabar la secundària a Yangzhou, Wang Hui va treballar durant dos anys en una fàbrica abans d'entrar a la universitat. En créixer durant la Revolució Cultural, durant la joventut va llegir diversos clàssics del pensament marxista i de l'esquerra. Va poder accedir a la Universitat en reprendre's les classes el 1978, sent la primera generació universitària en exposar-se al pensament occidental. Va completar els seus estudis universitaris a la Universitat de Yangzhou (llavors Yangzhou Normal College), i després els estudis de postgrau a la Universitat de Nanjing i l'Acadèmia Xinesa de Ciències Socials, on va obtenir el seu doctorat el 1988.
Wang Hui va participar en les protestes de la plaça de Tiananmen el 1989. Va ser investigat per la seua implicació, però no es va trobar res significatiu ni greu. Més tard va ser enviat a treballar a Shangluo, Shaanxi, durant un any. És considerat el líder de la Nova Esquerra Xinesa, tot i que Wang Hui i altres intel·lectuals no se senten identificats amb l'etiqueta, tant per no voler ser vinculats amb la Revolució Cultural, o la vella esquerra de l'etapa reformista, com per considerar que el terme New Left sorgeix a occident amb connotacions pròpies de les societats occidentals.
A partir del 2003, amb la publicació d'El nou ordre de la Xina, comença a ser reconegut en cercles occidentals.